# اللغة الإنجليزية الهجين اليابانية
اللغة الإنجليزية الهجين اليابانية هي مجموعة من اللغات الهجين المبنية على اللغة الإنجليزية والتي يتحدثها أو يؤثر عليها السكان اليابانيون.
- الإنجليزية الهجين اليابانية بشبه جزيرة كيب يورك، تستعمل في منطقة صيد اللؤلؤ بجزيرة الثلاثاء.
- الإنجليزية الهجين اليابانية بهواي، هي لغة مهنية هجين يستعملها مهاجرون مزارعون بجزيرة هواي.
- إنجليزية البامبو اليابانية، هي لغة مهنية هجين تستعمل في القواعد العسكرية بالولايات المتحدة.